# Милютин, Владимир Алексеевич
Владимир Алексеевич Милютин (1826 — 5 [17] августа 1855) — учёный-экономист, публицист, историк.

## Биография
Происходил из небогатой дворянской семьи, сын Алексея Михайловича Милютина (1780—1846) и Елизаветы Дмитриевны, урождённой Киселёвой — сестры графа П. Д. Киселёва. Брат Дмитрия, Бориса и Николая Милютиных.
В 1843 году окончил 1-ю Московскую гимназию. Затем учился в Московском и Санкт-Петербургском университетах, окончив в 1847 году юридический факультет Санкт-Петербургского университета.
В 1850 году получил степень магистра государственного права и был назначен адъюнкт-профессором Санкт-Петербургского университета. Его диссертация «О недвижимых имуществах духовенства в России» — напечатана после смерти автора в «Чтениях в Московском обществе истории и древностей российских», 1859—1861 и отдельным изданием (М., 1862) — обратила на молодого учёного всеобщее внимание как труд, проливавший много света не только на вопрос о вотчинных правах церкви в древней России, но и на церковное управление и на отношение церкви к государству. Милютин держался историко-сравнительного метода. Его лекции привлекали слушателей со всех факультетов; он читал, что было тогда редкостью, наизусть, без тетради.
В 1853 году он был переведён на кафедру законов благочиния и благоустройства.
В 1848 году он был избран действительным членом Географического общества и взял на себя должность производителя дел в отделении статистики; в 1852 году стал секретарём общества и редактором его «Вестника». Под редакцией Милютина программа «Вестника» была сильно расширена. По поручению общества Милютин вместе с Заблоцким совершил в 1849 году поездку в западные и южные губернии России для исследования некоторых отраслей отечественного хозяйства; эта поездка дала ему мысль положить начало исторической статистике России, но смерть помешала как этой работе, так и окончанию докторской диссертации «О Дьяках», над которой он работал последние годы. Усиленные занятия рано подточили слабое здоровье Милютина; сюда присоединилась ещё неизлечимая тоска из-за оказавшегося недостижимым личного счастья (см. «Университетские воспоминания» Ф. Н. Устрялова, «Исторический вестник». — 1884. — № 6), и Милютин, тщетно искавший облегчения от страданий на водах за границей, застрелился (5 (17) августа 1855).

## Научные воззрения
Уже первое сочинение Милютина «Пролетарии и пауперизм» («Отечественные Записки», 1846) обратила на себя всеобщее внимание. В 1847 году Милютин вошёл в кружок В. Н. Майкова. В том же году по поводу книги Бутовского Милютин изложил свои взгляды более последовательно и определённо в двух критических статьях («Современник». — 1847. — Т. V—VII и «Отечественные записки». — 1847. — Т. LV). Не отрицая ни описательного метода экономистов, ни стремления приложить научные истины к жизни, свойственного социалистам, Милютин считал, что истинная, существенная цель политической экономии заключается в открытии тех общих, постоянных законов, по которым совершается материальное развитие обществ. Так же, как и В. Н. Майков, Милютин в своих статьях выступал в качестве первого русского позитивиста. Однако в отличие от Майкова Милютин следовал «Курсу позитивной философии» О. Конта. Во враждебных «Современнику» и «Отечественным запискам» журналах идеи Милютина возбудили полемику, в которую вмешался и Бутовский. В то же время многие второстепенные журналы целиком повторяли взгляды Милютина. На университетскую молодёжь статьи Милютина имели очень большое влияние. Сочинение Милютина «Мальтус и его противники» (1847) впервые познакомило русскую образованную публику с учением английского экономиста. Менее значительны статьи Милютина «О ежемесячных сочинениях Миллера» («Современник», 1851) и «Алкивиад» («Современник», 1855).

## Рекомендуемая литература
- Избранные произведения / В. А. Милютин; [Вступ. статья: И. Блюмин «Экономические воззрения В. А. Милютина». — С. 5—37]. — М.: Госполитиздат, 1946. — 444 с.